# Маркин, Владимир Григорьевич
Владимир Григорьевич Маркин (19 августа 1940, Новосибирск — 6 марта 1981) — советский футболист, хоккеист, нападающий, тренер.

## Биография
Воспитанник новосибирского «Сибсельмаша». Кроме футбола играл также в хоккей с шайбой. В составе СКА Новосибирск в сезоне 1960/61 выиграл зональные соревнования первенства РСФСР (2-я зона) во второй группе и второе место в финальном турнире. В сезоне 1961/62 — третье место в первой группе (1-я зона), в сезоне 1962/63 — второе место (1-я зона). В 1964−1966 годах играл за «Шахтёр» (Прокопьевск).
Бо́льшую часть футбольной карьеры провёл во втором эшелоне советского футбола (1959—1964, 1966—1969). Два года (1965, 1970) отыграл в третьей по силе лиге. Начинал играть в 1959 году в «Сибсельмаше», армейскую службу проходил в 1961—1963 годах в СКА Новосибирск. 1964 год провёл в «Даугаве-РВЗ» Рига. В 1965 году играл за «Шахтёр» Прокопьевск. В 1966—1970 выступал за «Темп» / «Динамо» Барнаул.
В 1970—1975 годах — второй тренер «Динамо». С 1976 года — старший тренер. В ходе сезона 1977 года был отстранён от должности в связи с конфликтом, возникшим с группой основных возрастных игроков из-за введённого возрастного ценза.
С августа 1977 г. — старший тренер группы подготовки «Динамо». В 1978 году на базе школы № 86 организовал спецкласс из детей 1968—1969 годов рождения, в котором обучались такие будущие футболисты как Анатолий Панченко, Александр Яркин, Сергей Маркин, Пётр Антонов, Юрий Пантин, Олег Малетин, Юрий Жмаев, Андрей Татьянин, Василий Ощепков и другие.
Скончался 6 марта 1981 года.

## Семья
Жена (с 1965) — гимнастка Валентина Петровна Маркина (Старожилова). Дочь Галина (род. 1962) — тренер по фигурному катанию.
Внучка Анастасия — мастер спорта по художественной гимнастике.
Сын Сергей (род. 1968) — футболист.
Сын Пётр (род. 1973) — заслуженный тренер России по тхэквондо. Внучка Екатерина — легкоатлетка (барьерный бег).